# Alceo Riosa
Alceo Riosa (Monfalcone, 19 marzo 1939 – Pavia, 2 maggio 2011) è stato uno storico italiano.

## Biografia
Nasce da una famiglia di origine istriana a Monfalcone, dove il padre lavora come operaio nei cantieri navali. Trascorre l’infanzia nella città giuliana, proseguendo poi gli studi a Sulmona dove la famiglia si trasferisce nei primi anni Cinquanta a seguito degli impegni lavorativi del padre, divenuto nel frattempo piccolo imprenditore edile. La famiglia si sposta quindi a Roma dove egli consegue la maturità scientifica all’Istituto Cristo Re. Si iscrive alla Facoltà di Scienze politiche dell’Università di Roma, dove ha come maestri Rosario Romeo, Renzo De Felice e Franco Valsecchi; con quest’ultimo si laurea nel 1963 con una tesi su I problemi della pace e l’ideologia democratica tra l’armistizio e il trattato di Saint Germain. L’anno successivo è a Napoli con una borsa di studio presso l’Istituto italiano per gli studi storici. Iniziata la carriera universitaria a Roma come assistente presso la facoltà di Scienze politiche, insegna poi all’Università di Bari. Dalla metà degli anni Settanta è docente di storia contemporanea alla facoltà di Scienze politiche dell’Università Statale di Milano, dove resterà fino al pensionamento nel novembre del 2010. Nell’ateneo milanese dirige il dottorato di ricerca in Storia della società e delle istituzioni e il biennio di specializzazione in Storia del mondo contemporaneo.
In oltre quarant’anni di ricerca e di vita accademica collabora con diversi atenei italiani, entrando in contatto con studiosi di formazione e provenienza culturale anche molto diverse. Durante numerosi viaggi in Francia frequenta l’École des hautes études di Parigi, dove ha l’occasione di allargare il campo dei suoi interessi alla storiografia francese dei movimenti sociali e del sindacalismo rivoluzionario, studiando in particolare la figura di Georges Sorel.
All’insegnamento affianca l’attività pubblicistica, collaborando per molti anni a numerosi periodici e quotidiani tra i quali Avanti!, Mondoperaio, La voce e Europa. Condirettore di Socialismo/storia e direttore de Gli argomenti umani, è stato membro del comitato scientifico della rivista storica francese Mil neuf cent. A lungo vicepresidente della Fondazione Giacomo Brodolini, nell’ultimo anno di vita è stato presidente dell'Istituto Livio Saranz di Trieste.

## Campi di ricerca
Sin dai primi studi e dalle prime esperienze d’insegnamento ha coltivato vari filoni di ricerca, all’interno del panorama delle culture politiche del Novecento. L’ambito che più ha approfondito è la storia del movimento operaio e socialista, a partire dal suo primo libro. Altro tema di indagine è stato la storia del sindacalismo rivoluzionario. L’interesse per figure di spicco come Georges Sorel e Angelo Tasca, o apparentemente marginali e poco studiate come Filippo Corridoni e Ottavio Dinale, lo porta ad appassionarsi al genere della biografia.
Dalla seconda metà degli anni Ottanta, avvia un nuovo filone di ricerca: quello dei simboli, delle immagini e dei riti del socialismo, attribuendo ad essi un ruolo rilevante nella cultura della classe operaia. Dagli anni Novanta, all’interesse per la storia della cultura socialista e dei movimenti collettivi si affianca quello per i processi di formazione delle identità nazionali, compreso il problema delle minoranze, a lui particolarmente caro in ragione della sua origine giuliana.  Proiettando la sua ricerca nella più ampia e complessa dimensione della storia italiana ed europea, Riosa giunge a confrontarsi con la Grande guerra, vista come snodo drammatico delle esperienze politiche e sociali dei decenni precedenti.
Aperto a suggestioni nuove e originali, ha anche lavorato a lungo sul teatro e per il teatro dal punto di vista storiografico e didattico, convinto che la messa in scena della storia, attraverso la recitazione, potesse essere strumento di comunicazione e diffusione culturale. Nascono così i laboratori teatrali che hanno portato in scena all’Università Statale di Milano, il 18 maggio 2006 lo spettacolo Napoleone (a seguito del convegno Napoleone e il bonapartismo nella cultura politica italiana, 1802-2005) e, il 10 maggio 2009, Un mare di inchiostro per un mare di sangue, incentrato sull’esperienza della prima guerra mondiale.
Al suo impegno di studioso e di docente egli ha unito una forte passione civile che lo ha portato, nella vita sociale, politica e culturale cittadina, ad essere instancabile promotore di iniziative scientifiche e culturali in collaborazione sia con l'amministrazione comunale milanese, sia con istituti di cultura, fondazioni, associazioni culturali, sindacati.

## In suo onore
Gli sono stati dedicati:
- due convegni: 
  - Alceo Riosa, Un intellettuale tra Trieste e l’Europa tenuto a Trieste il 20 giugno 2011[10]
  - Un'altra Italia ancora. Repubblica e minoranze nazionali tenuto all'Università di Milano il 10-11 novembre 2011[11]. )
- due volumi:
  - Il presente e la storia. Studi e ricerche in memoria di Alceo Riosa (2012).[12]
  -  Ariella Verrocchio e Elisabetta Vezzosi (a cura di), Il lavoro cambia (PDF), Trieste, edizioni Università di Trieste, 2013.
- un premio:
  - La Fondazione Anna Kuliscioff ha assegnato nel 2016 il "Premio Alceo Riosa" per attività di ricerca in storia del movimento socialista, operaio e sindacale in Italia e in Europa”.[13]

## Onorificenze
Nel 2012 il Comune di Milano ha iscritto il nome di Alceo Riosa nel Famedio del Cimitero monumentale, riconoscendo in lui «un esempio di amore per la conoscenza storica, messa al servizio dell’impegno civile, della memoria collettiva e dei più alti valori di giustizia sociale».

## Opere principali
- Il Partito socialista italiano dal 1892 al 1918, Bologna, Cappelli, 1969.
- Il Partito socialista e il movimento operaio in Italia dal 1892 al 1914, Milano, A. Giuffrè, 1971.
- Storia dei paesi dell'Europa orientale. Albania, Bulgaria, Cecoslovacchia, Jugoslavia, Polonia, Romania, Ungheria, Milano, Celuc, 1974.
- La Resistenza italiana. Dall’opposizione al fascismo alla lotta popolare, a cura di Alceo Riosa [e altri], Milano, Mondadori, 1975.
- Il sindacalismo rivoluzionario in Italia e la lotta politica nel Partito socialista dell'età giolittiana, Bari, De Donato, 1976.
- Angelo Tasca socialista. Con una scelta dei suoi scritti (1912-1920), Venezia, Marsilio, 1979.
- I partiti socialisti d'Europa, con la collaborazione di Arduino Agnelli, Milano, Teti, 1979.
- I leaders del PSI, Alceo Riosa, Bergamo, Minerva italica, 1980.
- Il socialismo riformista a Milano agli inizi del secolo, a cura di Alceo Riosa, Milano, Franco Angeli, 1981.
- Movimento ed organizzazione politica e sindacale. L'esperienza italiana durante la 2. Internazionale, Milano, UNICOPLI, 1982.
- Biografia e storiografia, a cura di Alceo Riosa, Milano, F. Angeli, 1983.
- Il movimento operaio tra società e Stato. Il caso italiano nell'epoca della 2. Internazionale, Milano, F. Angeli, 1984.
- Primo maggio. Le origini di una festa, a cura di Alceo Riosa, Firenze, Giunti, 1989.
- Le metamorfosi del 1. Maggio. La festa del lavoro in Europa tra le due guerre, a cura di Alceo Riosa, Venezia, Marsilio, 1990.
- Miti contemporanei. Socialismo e nazionalità, a cura di Alceo Riosa, Milano, Libreria universitaria CUESP, 1993.
- I miti del quarto stato. Tra nostalgia e speranza, a cura di Alceo Riosa, Manduria, P. Lacaita, 1994.
- Momenti e figure del sindacalismo prefascista, Milano, Unicopli, 1996.
- Rosso di sera. Nascita e morte apparente dell'utopia socialista in Italia. Un secolo di storia, tradizione e cultura di un grande movimento politico, Firenze, Ponte alle Grazie, 1996.
- Milano e la grande guerra. Le immagini delle nazioni, a cura di Alceo Riosa, Milano, Unicopli, 1997.
- Cantiere Europa. Passaggio verso il futuro, a cura di Andrea Margheri e Alceo Riosa, Milano, Editoriale Il ponte, 1999.
- Avvocati a Milano: sei secoli di storia, a cura di Ada Gigli Marchetti, Alceo Riosa, Francesca Tacchi, Milano, Skira, 2004.
- I nuovi confini dell'Unione europea. Scritti sull'allargamento del 1. maggio 2004, a cura di Alceo Riosa, Milano, Editoriale Il ponte, 2004.
- Alceo Riosa e Barbara Bracco, Storia d'Europa nel Novecento, Milano, Mondadori università, 2004.
- Parola e mediazione, l'eloquenza politica nella società contemporanea. Francia e Italia a confronto, a cura di Fabrice d’Almeida, Alceo Riosa, Milano, Franco Angeli, 2004.
- Alceo Riosa (a cura di), Arnaldo Fraccaroli. Corrispondenze da Caporetto, Milano, Fondazione Corriere della sera, 2007.
- Alceo Riosa, G. A. Borgese laburista e antifascista (in una lettera inedita del gennaio 1924), Firenze, Le Monnier, 2009.
- Alceo Riosa, Adriatico irredento : italiani e slavi sotto la lente francese (1793-1918), Napoli, Guida, 2009.
- Alceo Riosa, Confini armati e divisioni immaginate. La Venezia Giulia e il confine orientale, su http://storicamente.org, 2011. URL consultato il 24 luglio 18.